# Acanthosphinx guessfeldti
Genre
Espèce
Synonymes
- Ambulyx güssfeldtii Dewitz, 1879
- Polyptychus guessfeldtii (Dewitz, 1879)

Acanthosphinx guessfeldti est une espèce de lépidoptères de la famille des Sphingidae, la seule du genre Acanthosphinx. Actuellement ce genre est inclus dans le genre Polyptychus.
Ce papillon vit dans les forêts depuis la côte atlantique africaine de la Sierra Leone en passant par le bassin du fleuve Congo, l'Angola, la Zambie, le Malawi, jusqu'à la Tanzanie et l'Ouganda.